# Ishida Ryosuke
Ryosuke Ishida (sinh ngày 4 tháng 7 năm 1989) là một cầu thủ bóng đá người Nhật Bản.

## Sự nghiệp câu lạc bộ
Ryosuke Ishida đã từng chơi cho Oita Trinita, FC Machida Zelvia và Azul Claro Numazu.